# リヴィウ・ハイキャッスル
リヴィウ・ハイキャッスル（ウクライナ語: Високий замок ; ポーランド語: Wysoki Zamek we Lwowie）は、ウクライナのリヴィウ州リヴィウのキャッスル・ヒル（Castle Hill）頂上に位置する歴史上存在した城である。現在は平均海水面413メートル (1,355 ft)にある都市の最も高い場所に位置する。現在ではこの城は荒廃状態にある。
リヴィウ・ハイキャッスルは、昔は要塞の壁に取り囲まれていたリヴィウ旧市街(旧市街の画像)に最も近い。キャッスル・ハイ（The Castle High）は13世紀から19世紀後半まで丘にあったハイ・キャッスル（High Castle）（ロウ・キャッスル（Low Castle）に対して）からその名が取られている。この城は存在している間において都市の主要な防御的要塞であった。
ルス年代記（Rus' Chronicles）から分かるように、最初の要塞化された建築物はルーシ王国時代のキャッスル・ヒルに出現し、第4代ハールィチ・ヴォルィーニ大公であるレーヴ・ダヌィーロヴィチにより木材で建てられた。元々は当時としては珍しい木材と土で造られた建築物であった。1259年、ブルンディ・カーンの要求を受けて建築物は取り壊されたが、1270年に再建された。
1340年、リヴィウが木製の城をポーランド王のカシミール3世に占領された時、城は炎に包まれた。1353年、リトアニア人によって再度破壊された。新しい煉瓦製の城は1362年にカシミール3世により丘にその姿を現した。その城はポーランド貴族の邸宅となった。1537年、城はポーランド王のジグムント1世とその妻であるボナ・スフォルツァに対抗した鶏戦争として知られる反乱に直面した。
この城は幾度も再建と修繕を繰り返した。コサック・ポーランド戦争が起こった時期には、1648年10月にマクスィム・クルィヴォニース大佐が率いるコサック軍隊により乗っ取られた。1704年、リヴィウがスウェーデン人に占領された時、城は酷く損害を受けた。1777年にはオーストリア人が城の周辺の要塞の破壊を開始した。
19世紀になって破壊された城は分解され、新しい設備が跡地に建てられた。その設備は強化された上に、木々が丘の傾斜地に植樹され、公園が構築された。かつて城が建っていた場所には、ルブリン連合が成立してから300年となる1869年にルブリン連合記念丘陵が建造された。現在において、展望台は古墳の頂上にある。1957年、高さ141mの電波塔が丘の頂上部に建設された（電波塔の画像）。
2004年から2005年において、石組みの城を再建しようという話が持ち上がった。その計画に対して支持派と反対派に分かれた。しかしながら、現時点では城の再建計画は現実的ではない。
ポーランド出身の空想科学小説家であるスタニスワフ・レムによる自伝的青春小説『ハイキャッスル：回想』（Highcastle: A Remembrance 、ポーランド語: Wysoki Zamek)（1966年）の中で城について言及されている 。

## 参考資料
- A. Kozykyi, Art. Vysokyi Zamok, in: Encyklopediya L'vova vol. 1, 2007, p. 366-368.